# Zambia ai Giochi della XXXI Olimpiade
Lo Zambia ha partecipato ai Giochi della XXXI Olimpiade, che si sono svolti a Rio de Janeiro, Brasile, dal 5 al 21 agosto 2016, con una delegazione di sette atleti impegnati in quattro discipline. Portabandiera alla cerimonia di apertura è stato il judoka Mathews Punza.
Si è trattato della tredicesima partecipazione di questo paese ai Giochi. Non sono state conquistate medaglie.